# Пшибилово
Пшибилово (пол. Przybyłowo, нім. Dünhöfen) — село в Польщі, у гміні Толькмицько Ельблонзького повіту Вармінсько-Мазурського воєводства.
Населення — 81 особа (2011).
У 1975-1998 роках село належало до Ельблонзького воєводства.

## Демографія
Демографічна структура станом на 31 березня 2011 року:
|          | Загалом | Допрацездатний вік | Працездатний вік | Постпрацездатний вік |
| -------- | ------- | ------------------ | ---------------- | -------------------- |
| Чоловіки | 44      | 7                  | 34               | 3                    |
| Жінки    | 37      | 11                 | 17               | 9                    |
| Разом    | 81      | 18                 | 51               | 12                   |